# سودرمانلاند
سودرمانلاند (بالسويدية: Södermanland واختصاراً: Sörmland، باللاتينية: Sudermannia أو Sudermania) هي مقاطعة تاريخية تقع على ساحل جنوب شرقي للسويد. تحدها كل من أسترياتلاند وناركه وفستمانلاند وأوبلاند. كما تُشرف على بحيرة مالارين وبحر البلطيق.
تعني «سودرمانلاند» «أرض الإنسان الجنوبية». وكانت تستعمل كإشارة دالة على الجهة المؤدية إلى بحيرة مالارين وهذا بالمقارنة مع «أوبلاند» لجهة الشمال و«فستمانلاند» لجهة الغرب. وثمة لقب «دوق سودرمانلاند» الذي قد يمنح الملك إلى أحد أبناءه.

## عدد السكان
يبلغ عدد سكان سودرمانلاند 1,320,477 نسمة اعتباراً من of 31 ديسمبر عام 2016. ويتوزع السكان على المقاطعات الثلاثة على النحو الآتي:
| المقاطعة                       | عدد السكان     |
| ------------------------------ | -------------- |
| قسم من أراضي مقاطعة ستوكهولم   | 1,025,392 نسمة |
| كامل أراضي مقاطعة سودرمانلاند  | 288,097 نسمة   |
| قسم من أراضي مقاطعة فستمانلاند | 6,988 نسمة     |

تبلغ الكثافة السكانية في مقاطعة سودرمانلاند 160 نسمة لكل كيلومتر مربع (410/ميل2) ما يجعلها أكبر المقاطعات من حيث الكثافة السكانية. يقع قسم كبير من منطقة ستوكهولم الحضرية ضمن حدود سودرمانلاند.

## التاريخ
تعدّ سودرمانلاند إحدى مقاطعات السويد القديمة حيث يُرجَّح أن البشر استقروا فيها في بداية العصر الحجري فتعود أقدم آثار المقاطعة التي عُثِرَ عليها إلى تلك الحقبة. يبلغ عدد البقايا الأثرية حوالي 96,000 عنصر تاريخي مثل المقابر والعملات والسكاكين والأدوات...إلخ. وثمة اكتشافات بارزة تعود للعصر الحجري الحديث، بالإضافة إلى اكتشافات أخرى هامة تعود للعصر البرونزي النوردي. ولكن يُلاحظ أن الآثار المكتشفة العائدة بدءاً لأوائل العصر الحديدي وقبل 1 بعد الميلاد أكثر تفرقاً. ويُلاحظ مجدداً أن الآثار المكتشفة العائدة للفترة بين القرنين الخامس والسادس ميلاديين تكثر وتزداد وهي الآن مصنوعة من الذهب. عُثِرَ في مزرعة بتورهولم عام 1774 على كنز من الذهب يزن 12 كيلوغرام يعود لتلك الحقبة.
أمَّا من عصر الفايكنغ فوصلنا ثلاثمئة شاهد حجري روني وهي ثاني أكبر كمية مكتشفة من الشواهد الرونية في بعد تلك التي عُثِر عليها في مقاطعة أوبلاند. ومن أقدم هذه الشواهد الرونية هو شاهد سكوين الروني الحجري (الرمز التعريفي: Sö 32) الذي اكتشف في سودرمانلاند.
إجمالاً فإن أقدم تاريخ مُسجَّل عن المنطقة يعد من النوع الأسطوري. يُعتقد أن المنطقة كانت واقعة تحت حكم ممالك صغيرة قبل القرن السابع ميلادي، وانتهت هذه الحقبة حين استطاع الملك شبه الأسطوري إنغجالد إحراق أملاك الحكام المحليين وفقاً لما كان يتم تناقله حوالي عام 640م.
تعدّ سودرتاليا أقدم مدينة في سودرمانلاند حاصلة على وضع مدينة تاريخية وهو امتياز مُنِحَ لها عام حوالي 1000م. وحصلت نيشوبن على هذا الامتياز عام 1187. وحصلت ستوكهولم على الامتياز خلال القرن الثالث عشر، في حين تَبِعها بالحصول على امتياز مدينة كل من سترينغنس وتوشيلا وتروسا خلال القرن الرابع عشر.
غدت مدينة سترينغنس كرسياً أسقفيَّاً حوالي عام 1100م حيث أصبح لها أسقف خاص وجُعِلَ من كاتدرائيتها مقراً لهذه الأبرشية المُحدثة. وظلت أبرشية سترينغنس الأبرشية الوحيدة في المقاطعة لمدة طويلة من الزمن. اُستحدِثت أبرشية ستوكهولم التابعة لكنيسة السويد عام 1942، والتي غطت أجزاءً من المنطقة التي كانت تتبع لأبرشية سترينغنس.
يرجع تاريخ أولى السجلات التاريخية المؤكِدة للمقاطعة إلى القرن الثالث عشر. مُنِحَ الملك ماغنوس الثالث المقاطعة عام 1266 وأقام في القصر بنيشوبن. وبذلك غدت نيشوبن أحد أهم مدن السويد. وكانت مدينة نيشوبن موقع واقعة وليمة نيشوبن عام 1317 التي دبَّر فيها الملك بيريَّر مؤامرة انتهت بقتل شقيقيّه الاثنين مستأثراً بالعرش ومُصفياً لحسابات ماضية.